# Марлус Олденбурґ
Марлус Олденбурґ (9 березня 1988 , Гаага ) — нідерландська веслувальниця, олімпійська чемпіонка 2024 року, чемпіонка світу.

## Виступи на Олімпіадах
| Олімпіада  | Дисципліна | Місце |
| ---------- | ---------- | ----- |
| Париж 2024 | четвірки   | 1     |

## Зовнішні посилання
- Марлус Олденбурґ на сайті World Rowing (англійська)